# Чемпионат Европы по самбо 2008
Чемпионат Европы по самбо 2008 года прошёл в Тбилиси с 28 апреля по 2 мая. В соревнованиях участвовали представители 28 стран.

## Медалисты

### Мужчины
| Весовая категория | Золото                      | Серебро                      | Бронза                                                   |
| ----------------- | --------------------------- | ---------------------------- | -------------------------------------------------------- |
| до 52 кг          | Андрей Курлыпо · Беларусь   | Ушанги Кузанашвили · Грузия  | Ислам Гасымов · Азербайджан Денис Черенцов · Россия      |
| до 57 кг          | Сергей Ялышев · Россия      | Антон Машкович · Беларусь    | Алексей Полтавцев · Украина Автандил Цинцадзе · Грузия   |
| до 62 кг          | Владимир Леонтьев · Россия  | Игорь Седой · Беларусь       | Давид Свимонишвили · Грузия Тарлан Керимов · Азербайджан |
| до 68 кг          | Дмитрий Васильев · Беларусь | Никита Клецков · Россия      | Арен Мехрабян · Армения Эмиль Гасанов · Азербайджан      |
| до 74 кг          | Дмитрий Лебедев · Россия    | Ашот Даниелян · Армения      | Савинов Виктор · Украина Араз Мухтаров · Азербайджан     |
| до 82 кг          | Леван Циклаури · Грузия     | Алексей Харитонов · Россия   | Заур Пашаев · Азербайджан Алексей Степаньков · Беларусь  |
| до 90 кг          | Альсим Черноскулов · Россия | Рикардо Эчарте · Испания     | Акоп Аракелян · Армения Миндия Бодавели · Грузия         |
| до 100 кг         | Мириан Павлиашвили · Грузия | Сергей Самойлович · Россия   | Анар Алиев · Азербайджан Кирилл Воловик · Украина        |
| свыше 100 кг      | Андрей Волков · Россия      | Александр Ваховяк · Беларусь | Александр Титаренко · Украина Виталий Цебану · Молдова   |

### Женщины
| Весовая категория | Золото                    | Серебро                      | Бронза                                                   |
| ----------------- | ------------------------- | ---------------------------- | -------------------------------------------------------- |
| до 48 кг          | Кристина Квачан · Россия  | Лещанка Волха · Беларусь     | Саркисян Рузанна · Армения Карапетян Тамара · Украина    |
| до 52 кг          | Мария Проскура · Россия   | Марина Жарская · Беларусь    | Лазорив Ольга · Украина Тиникашвили Гулнази · Грузия     |
| до 56 кг          | Татьяна Зенченко · Россия | Режева Елица · Болгария      | Паим Анжела · Беларусь Савчук Леся · Украина             |
| до 60 кг          | Анна Репида · Молдова     | Яулосашвили Тинатин · Грузия | Солодских Ганна · Украина Арина Александрова · Россия    |
| до 64 кг          | Сайко Алёна · Украина     | Иванова Ваня · Болгария      | Екатерина Голберг · Россия Филинович Катерина · Беларусь |
| до 68 кг          | Ольга Усольцева · Россия  | Семенюк Мария · Украина      | Пуките Ева · Латвия Янчева Мария · Болгария              |
| до 72 кг          | Светлана Галянт · Россия  | Кузнецова Мария · Беларусь   | Савенко Татьяна · Украина Лопес-Ортега Даниел · Испания  |
| до 80 кг          | Мария Оряшкова · Болгария | Абламская Оксана · Беларусь  | Анастасия Матросова · Украина Нино Одзелашвили · Грузия  |
| свыше 80 кг       | Родина Ирина · Россия     | Ядковская Ирина · Беларусь   | Андрющенко Татьяна · Украина                             |

### Боевое самбо
| Весовая категория | Золото                        | Серебро                      | Бронза                                                     |
| ----------------- | ----------------------------- | ---------------------------- | ---------------------------------------------------------- |
| до 52 кг          | Урмат Чулунов · Россия        | Сергей Чёрный · Украина      | Дмитрий Муладзе · Грузия Вае Отарян · Армения              |
| до 57 кг          | Сергей Глущенко · Украина     | Сергей Лузин · Россия        | Рашид Фарзиев · Азербайджан Эдгар Абгарян · Армения        |
| до 62 кг          | Сергей Камилов · Россия       | Игорь Северин · Украина      | Константин Мокшин · Литва Гасим Раджабов · Азербайджан     |
| до 68 кг          | Максим Купцов · Россия        | Эдвард Маркарьян · Украина   | Владимирс Шевковс · Латвия Мабил Хусейнов · Азербайджан    |
| до 74 кг          | Игорь Исайкин · Россия        | Александр Фёдоров · Эстония  | Эльхан Ибишов · Азербайджан Александр Гончаренко · Румыния |
| до 82 кг          | Росен Димитров · Болгария     | Давид Григорян · Украина     | Игорь Антонюк · Россия Андрейс Маслов · Латвия             |
| до 90 кг          | Вячеслав Василевский · Россия | Александр Коломиец · Украина | Владиславс Чернавскис · Латвия Ясин Гасанов · Азербайджан  |
| до 100 кг         | Кирилл Сидельников · Россия   | Ваган Баджукян · Армения     | Константин Ступаченко · Украина                            |
| свыше 100 кг      | Станислав Шушко · Россия      | Благой Иванов · Болгария     | Владимир Бенеза · Украина Арсен Хачатрян · Армения         |

## Командный зачёт

### Мужчины
| Место | Страна      | Золото | Серебро | Бронза | Всего |
| ----- | ----------- | ------ | ------- | ------ | ----- |
| 1     | Россия      | 5      | 3       | 1      | 9     |
| 2     | Беларусь    | 2      | 3       | 1      | 6     |
| 3     | Грузия      | 2      | 1       | 3      | 6     |
| 4     | Азербайджан | 0      | 0       | 6      | 6     |
| 5     | Армения     | 0      | 1       | 2      | 3     |
| 6     | Украина     | 0      | 0       | 4      | 4     |
| 7     | Испания     | 0      | 1       | 0      | 1     |
| 8     | Молдова     | 0      | 0       | 1      | 1     |

### Женщины
| Место | Страна   | Золото | Серебро | Бронза | Всего |
| ----- | -------- | ------ | ------- | ------ | ----- |
| 1     | Россия   | 6      | 0       | 2      | 8     |
| 2     | Украина  | 1      | 1       | 7      | 9     |
| 3     | Беларусь | 0      | 5       | 2      | 7     |
| 4     | Болгария | 1      | 2       | 1      | 4     |
| 5     | Грузия   | 0      | 1       | 2      | 3     |
| 6     | Молдова  | 1      | 0       | 0      | 1     |
| 7     | Армения  | 0      | 0       | 1      | 1     |
| 7     | Испания  | 0      | 0       | 1      | 1     |
| 7     | Латвия   | 0      | 0       | 1      | 1     |

### Боевое самбо
| Место | Страна      | Золото | Серебро | Бронза | Всего |
| ----- | ----------- | ------ | ------- | ------ | ----- |
| 1     | Россия      | 7      | 0       | 1      | 8     |
| 2     | Украина     | 0      | 6       | 2      | 8     |
| 3     | Азербайджан | 0      | 0       | 5      | 5     |
| 4     | Армения     | 0      | 1       | 2      | 3     |
| 5     | Латвия      | 0      | 0       | 3      | 3     |
| 6     | Болгария    | 1      | 0       | 0      | 1     |
| 7     | Эстония     | 0      | 1       | 0      | 1     |
| 8     | Грузия      | 0      | 0       | 1      | 1     |
| 8     | Румыния     | 0      | 0       | 1      | 1     |
| 8     | Латвия      | 0      | 0       | 1      | 1     |